# 13337 Sampath
13337 Sampath este o planetă minoră (asteroid), cu un diametru de 5,062 km, din centura de asteroizi. A fost descoperită pe 26 septembrie 1998 la Magdalena Ridge Observatory⁠(d) de Lincoln Near-Earth Asteroid Research. 
Obiectul prezintă o orbită caracterizată de o semiaxă mare de 2,732991 UAi, o excentricitate de 0,06, o înclinație de 1,43224 ° în raport cu ecliptica.